# (12595) Amandashaw
(12595) Amandashaw (1999 RD149) – planetoida z pasa głównego asteroid okrążająca Słońce w ciągu 3,44 lat w średniej odległości 2,28 j.a. Odkryta 9 września 1999 roku.